# Bárd el Negro
Bárd el Negro (nórdico antiguo: Bárður svarti Atlason, n. 1090) fue un caudillo medieval y goði de Selárdalur, Vestur-Barðastrandarsýsla, Islandia en el siglo XII. Hijo de Atli Höskuldsson (n. 1050) y Salgerður Steinólfsdóttir (n. 1065), fue el principal referente del clan familiar de los Seldælir, y uno de los más ricos y codiciados colonos de Selárdal y se le considera una afamada personalidad histórica de esa región islandesa. Es personaje recurrente de la saga Sturlunga, y saga de Svarfdæla. Su padre, Atli fue uno de los doce hombres escogidos por Magnus I de Noruega tras el triunfo contra los wendos (1043), quien a falta de sanadores y muchos heridos en el campo de batalla, tenían manos hábiles para sanar a sus guerreros.

## Herencia
Se casó con Birna Aronsdóttir (n. 1088) y fruto de esa relación nacieron quince hijos:
- Snorri Barðarson (1110 - 1160)
- Atli Barðarson (n. 1112)
- Ingólfur Barðarson (n. 1114)
- Stýrbjörn Barðarson (n. 1116)
- Gunnar Barðarson (n. 1118)
- Höskuldur Barðarson (n. 1120)
- Rögnvaldur Barðarson (n. 1122)
- Arnor Barðarson (n. 1125), que se casaría con Sigríður Þorláksdóttir (n. 1120), hija de Þorlákur Ormsson (1085 - 1154).
- Markús Barðarson (n. 1128)
- Hallbera Barðardóttir (n. 1130)
- Oddgeir Barðarson (n. 1132)
- Salgerður Barðardóttir (n. 1134)
- Úlfrún Barðardóttir (n. 1136)
- Sveinbjörn Barðarson y su hijo Hrafn Sveinbjarnarson, fueron reputados médicos de la época y protagonistas de la guerra civil islandesa, un periodo de la historia de Islandia conocido como Sturlungaöld.
- Þórður Barðarson (n. 1138)